# Cuichapa (kommun)
Cuichapa är en kommun i Mexiko.   Den ligger i delstaten Veracruz, i den sydöstra delen av landet, 250 km öster om huvudstaden Mexico City.
Följande samhällen finns i Cuichapa:
- Cuichapa
- Toluquilla Buena Vista
- Barrio Guadalupe
- El Zapote
- La Laja
- Colonia Cinco de Mayo
- Los Ángeles
- Emiliano Zapata
- Dos Caminos
- La Esperanza
- La Aguja
- Loma del Carmen